# Вълчи дол
 Тази статия е за града в България.  За резервата вижте Вълчи дол (резерват).  
Въ̀лчи дол е град в Североизточна България. Той се намира в област Варна, в близост до град Суворово. Той е административен център на община Вълчи дол. Старото му име е Курт дере. По данни на ГРАО към 15 юни 2023 г. в града живеят 3027 души по настоящ адрес и 3109 души по постоянен адрес.

## История
Историческите корени на Вълчи дол водят към VIII – IX век. Тук са открити останки от тракийски и славянски селища и от некрополи. Вълчи дол се намира на 49 км от старите столици Плиска и на 83 км от Велики Преслав.
През 1909 г. през Вълчи дол е преминала първата влакова композиция. Има гара на железопътна линия Повеляново – Добрич – Кардам. Търговията и занаятчийството разцъфтяват, поставено е началото на една от най-големите зърнени бази в страната. Появяват се първите промишлени предприятия и работилници, врати отваря и наричаната някога „огнена мелница“. Вълчи дол е първото село с дизелова електроцентрала („юзина“), построена през 1929 г.
Имената на жители на селото попадат в криминална хроника от 1923 г.
През 1974 г. е обявен за град.

## Население
Численост на населението според преброяванията през годините:
| \| Година на преброяване \| Численост \| \| --------------------- \| --------- \| \| 1934 \| 1953 \| \| 1946 \| 2873 \| \| 1956 \| 3654 \| \| 1965 \| 3605 \| \| 1975 \| 3866 \| \| 1985 \| 3940 \| \| 1992 \| 3879 \| \| 2001 \| 3692 \| \| 2011 \| 3179 \| \| 2021 \| 2535 \| |           |
| Година на преброяване | Численост |
| 1934 | 1953      |
| 1946 | 2873      |
| 1956 | 3654      |
| 1965 | 3605      |
| 1975 | 3866      |
| 1985 | 3940      |
| 1992 | 3879      |
| 2001 | 3692      |
| 2011 | 3179      |
| 2021 | 2535      |

### Етнически състав
Численост и дял на етническите групи според преброяването на населението през 2011 г.:
|                     | Численост | Дял (в %) |
| Общо                | 3179      | 100.00    |
| Българи             | 2155      | 67.78     |
| Турци               | 63        | 1.98      |
| Цигани              | 130       | 4.08      |
| Други               | 5         | 0.15      |
| Не се самоопределят | 20        | 0.62      |
| Неотговорили        | 806       | 25.35     |

## Религии
Православни християни, роми мюсюлмани, малко евангелисти. Има и атеисти.

## Обществени институции
- Народно читалище „Димитър Благоев“
- Библиотека към читалището
- СУ Васил Левски
- Община Вълчи дол
- ЦДГ „Здравец“
- Дирекция „Социално подпомагане“ с 2 структурни отдела: „Социално подпомагане“ и „Закрила на детето“

## Забележителности
Във Вълчи дол, на северния склон на хълма „Кушу баир“, на около 500 m източно от градски парк „Съби Дичев“, се намира единствената ски-писта в Североизточна България: много привлекателно място за туристи през зимата. Пистата е с дължина около 250 m. Съществува проект пистата да се удължи с още 100 m.

### Театър
През втората половина на 1950-те и началото на 1960-те години Вълчи дол има силна самодейна театрална трупа. В нея участват основно учителите от гимназията, служители от читалището, медицински служители и някои ученици от горните класове на гимназията. Актьори като Преслав Петров и Венета Славчева от Варненския театър съветват трупата. Пиеси като „Женско царство“, „Камък в блатото“, „Рози за д-р Шомов“, „Вампир“, „Наимичка“ и други са представяни от трупата.

### Духов оркестър
В историята на Вълчи дол има няколко духови оркестъра. Първият е създаден през 1961 г. от Славчо Симеонов. Последният е съставен главно от ученици и няколко корепетитора от гр. Добрич. Дългогодишен диригент на оркестъра е Славчо Симеонов.

### Мъжка певческа група
Възродена е мъжката певческа група, радваща вълчидолската публика със стари градски песни.

### Музеи
- Етнографска сбирка с предмети от бита и народни носии към народно читалище „Димитър Благоев“ гр. Вълчи дол.
- На един от площадите на града върху градската чешма е поставена скулптура на вълк, животното, на което селището дължи името си.

### Футбол
Футболният отбор на Вълчи дол се нарича „Вихър“. Стадионът, на който играе своите домакински мачове, е наречен на олимпийския шампион по борба Петко Сираков, който е родом от Вълчи дол.

## Редовни събития
- - Бабин ден;
  - Трифон Зарезан;
  - Национален празник на България;
  - Международен ден на жената;
  - Сирни Заговезни;
  - Великден;
  - 24 май – Ден на българската просвета и култура и на славянската писменост;
  - Международен ден на детето;
  - Ден на Ботев и на загиналите за свободата на България;
  - Празник на гр. Вълчи дол – 4 септември;
  - Фолклорен фестивал „Една земя за всички“;
  - Ден на съединението на България;
  - Ден на независимостта на България;
  - Празнична програма по повод Никулден. Включване осветлението на Коледната елха;
  - Коледуване.

## Побратимени градове
- Кирсово
- Хавса

## Други

### Почетни граждани
- Георги Иванов Георгиев-Гого – музикален ръководител, диригент на смесения хор във Вълчи дол
- д-р Димитър Златев – лекар
- проф. д-р Станко Киров – онкохирург
- Петко Сираков – първият българин световен шампион по борба
- проф. Георги Чапкънов-Чапа – скулптор
- Костадин Бакалов – авиатор

### Кухня
- Уикикниги: Готварска книга: Гювеч по вълчидолски
- Уикикниги: Готварска книга: Пълнени чушки по вълчидолски